# João Rodrigues de Deus
João Rodrigues de Deus (29 de Novembro de 1826 - 8 de Abril de 1893), 1.º Visconde de São Gião, foi um empresário agrícola e filantropo português.

## Família
Filho de António Rodrigues de Deus e de sua mulher Maria da Conceição de Deus.

## Biografia
Foi Proprietário em Torres Novas e grande benemérito, que fundou à sua custa um Albergue para os pobres da dita vila.
O título de 1.º Visconde de São Gião foi-lhe concedido, em duas vidas, por Decreto de D. Carlos I de Portugal de 29 de Maio de 1890.

## Casamento e descendência
Casou a 10 de Julho/Dezembro de 1863 com Maria Delfina da Costa e Magalhães da Silveira e Serpa, filha de José Alexandre da Silveira e Serpa e de sua mulher Ana Deodata Freire da Costa e Magalhães. Foram pais de José Alexandre Rodrigues de Deus (Torres Novas, 13 de Junho de 1866 - ?), 2.º Visconde de São Gião, que teve o título em verificação da segunda vida, por Decreto de D. Carlos I de Portugal de 19 de Julho de 1894, e quem se ignoram outras circunstâncias, casado a 6 de Setembro de 1899 com Elisária Eugénia Nunes Mexia (Mora, Mora, 1877 - Lisboa, 27 de Setembro de 1959), filha de João Francisco e de sua mulher Joaquina Eufrásia Nunes Mexia, com geração.